# 沾河
沾河，位于中华人民共和国黑龙江省北部黑河市逊克县境内，是逊河右岸支流。沾河源头有南、北两支，主源南沾河发源于逊克县南部小兴安岭山脉汤元山北麓，先向西再向北流，右纳北沾河后干流始称“沾河”。沾河干流向北流经新鄂鄂伦春族乡，至逊河镇双河村以西汇入逊河。河长260千米，流域面积6578平方千米。河道平均比降1.28‰，年均径流量13.9亿立方米。沾河中上游地区森林资源丰富，上游建有大沾河湿地国家级自然保护区，中游建有多个国有林场及大沾河国家森林公园，拥有黑龙江省最佳的漂流资源，下游两岸多开垦成为逊克农场的耕地。